# Héroes Olvidados
No confundir con el proyecto de divulgación de historia Forgotten Heroes.
Los Héroes Olvidados, (Forgotten Heroes en inglés), son un ficticio equipo de superhéroes, pertenecientes a la editorial DC Comics. El grupo se compone de superhéroes que originalmente no fueron introducidos en las publicaciones de DC Comics entre los años 40, 50 y 60. Después de sus debuts individuales, habían desaparecido de las tradicionales publicaciones hechas por la editorial, fue gracias a que los escritores y dibujanes de DC, Marv Wolfman y Gik Kane, los trajeron de vuelta, debutando como equipo en las páginas de Action Comics Vol. 1 #545 (julio de 1983) como un equipo de héroes desaparecidos en acción y que se habían desvanecido simplemente por haber dejado de ser parte de la atención del público en el Universo DC, como si fueran héroes anónimos.

## Historia del equipo fícticio

### Pre-Crisis
Sus primeras aventuras, son anteriores a las aventuras previas a la Crisis en las Tierras Infinitas, los Forgotten Heroes son todos aquellos héroes que, en algún momento de su debut o durante su carrera, habían descubierto dentro de sus aventuras, una prámide de oro.Cuando intentan revelar dicho descubrimiento, resultan siendo censurados por el gobierno de los Estados Unidos. Los miembros del equipo serían reunidos por primera vez por el Hombre Inmortal, quien revela a sus compañeros de equipo que el autor de dicha pirámide es obra de un antiguo y viejo enemigo del personaje, llamado Vandal Savage. Con la ayuda de un héroe conocido por el público, Superman y los Héroes Olvidados destruyen las pirámides doradas que afectaban al mundo con efectos negativos, salvando a la Tierra.
En las páginas de entrada en la Crisis en las Tierras Infinitas, justamente en el #10, el equipo volvería para prestar ayuda, con los héroes como Animal Man, Dolphin, y Rip Hunter, quienes vuelven a formar equipo, junto a otros héroes como Adam Strange, Capitán Cometa, y el Atomic Knight. Con estas adhesiones, en retrospectiva fue el que les dio el título de Forgotten Heroes, sin embargo, durante la Crisis nunca se les dio oficialmente dicho título.
Sin embargo, a pesar de no ser reconocidos oficialmente como dicho equipo por parte del público del Universo DC como si se dio con equipos como la Liga de la Justicia entre otros, sin embargo, también tuvieron sus contrapartes malvadas, los denominados Forgotten Villains (Los Villanos Olvidados), contra los que combatieron en más de una ocasión. Este equipo de villanos, estuvo conformado por los villanos conocidos como: La Encantadora, Atom-Master, Faceless Hunter, Kraklow, Poseidón, Ultivac, Yggardis, el planeta viviente.

### Etapa Post-Crisis
Tras los acontecimientos de la Crisis en las Tierras Infinitas, algunos de los héroes habían sido borrados tras el evento, sin embargo, en las páginas de Hombre Resurrección Vol. 1 #24 (marzo de 1999) cuando algunos de los miembros originales confundieron a Mitch Shelley (el Hombre Resurrección) con la reencarnación del Hombre Inmortal.

## Miembros
Equipo Original:
- Animal Man (Bernhard Buddy Baker)
- Cave Carson
- Congo Bill/Congorilla (William Glenmorgan)
- Dolphin
- Dane Dorrance
- Rick Flag Jr.
- Rip Hunter
- Hombre Inmortal (Klarn)

Segunda Formación:
- Animal Man (Bernhard Buddy Baker)
- Balistic (Kelvin Mao)
- Cave Carson
- Fetish (Thula)
- Ray (Ray Terrill)
- Hombre Resurrección (Mitch Shelley)
- Vigilante (Pat Trayce)

## Equipos Similares
- Los Defensores (Marvel Cómics)